# Juan Garmendia
Pour les articles homonymes, voir Juan Garmendia Larrañaga.
Juan Garmendia Kortadi, Zeleta, Jeltzale, Berrizki, né le 21 mars 1898 à Lasarte-Oria et en 1989 à Logroño, écrivain et académicien basque espagnol de langue basque et espagnole.

## Biographie
Juan Garmendia fait ses études primaires à Lasarte, et de manière autodidacte. Il membre correspondant d'Euskaltzaindia ou Académie de la langue basque. En 1910, il se déplace avec sa famille à Soraluze et y installe un atelier de fusils de chasse.
En 1914, Juan Garmendia commence sa collaboration avec euskérica. En 1921, il publie une pièce comique Itsutasun madarikatua, l'année suivante une œuvre dramatique intitulée Joxanton'en eriotza, et ensuite Patxi Kirten. En 1944, il s'établit à Saint-Sébastien et travaille dans la librairie "Begoña", lieu de réunion des basquisants durant la dictature franquiste. 
Il collabore dans presque toutes revues basques et est l'auteur de Euskeraren iraupena eta Euskal literaturaren aurrerapena en 1955. C'est collaborateur habituel des revues telles que Euzko Gogoa, Egan et Aránzazu sur des sujets relatifs, en général, en relation avec la littérature de langue basque.